# World Series
World Series – mecze finałowe ligi MLB, o które walczą zwycięzca National oraz American League. World Series rozgrywane są od 1903 roku, a pierwszym zwycięzcą byli Boston Americans. World Series odbywają się najczęściej w październiku, po eliminacjach oraz mistrzostwach obydwu lig. Gra się do 4 wygranych meczów – zasada best of 7 (oprócz lat 1903, 1919, 1920, 1921, gdy grano do 5 zwycięstw). Najczęściej bo aż 27 razy, triumfował zespół New York Yankees.

## Zwycięzcy
| Rok  | Zwycięzca              | Liga           | Wynik          | Przegrany              | Liga           |
| ---- | ---------------------- | -------------- | -------------- | ---------------------- | -------------- |
| 1903 | Boston Americans       | American       | 5-3            | Pittsburgh Pirates     | National       |
| 1904 | Nie odbyły się         | Nie odbyły się | Nie odbyły się | Nie odbyły się         | Nie odbyły się |
| 1905 | New York Giants        | National       | 4-1            | Philadelphia Athletics | American       |
| 1906 | Chicago White Sox      | American       | 4-2            | Chicago Cubs           | National       |
| 1907 | Chicago Cubs           | National       | 4-0-1          | Detroit Tigers         | American       |
| 1908 | Chicago Cubs           | National       | 4-1            | Detroit Tigers         | American       |
| 1909 | Pittsburgh Pirates     | National       | 4-3            | Detroit Tigers         | American       |
| 1910 | Philadelphia Athletics | American       | 4-1            | Chicago Cubs           | National       |
| 1911 | Philadelphia Athletics | American       | 4-2            | New York Giants        | National       |
| 1912 | Boston Red Sox         | American       | 4-3            | New York Giants        | National       |
| 1913 | Philadelphia Athletics | American       | 4-3            | New York Giants        | National       |
| 1914 | Boston Braves          | National       | 4-0            | Philadelphia Athletics | American       |
| 1915 | Boston Red Sox         | American       | 4-1            | Philadelphia Phillies  | National       |
| 1916 | Boston Red Sox         | American       | 4-1            | Brooklyn Robins        | National       |
| 1917 | Chicago White Sox      | American       | 4-2            | New York Giants        | National       |
| 1918 | Boston Red Sox         | American       | 4-2            | Chicago Cubs           | National       |
| 1919 | Cincinnati Reds        | National       | 5-3            | Chicago White Sox      | American       |
| 1920 | Cleveland Indians      | American       | 5-2            | Brooklyn Robins        | National       |
| 1921 | New York Giants        | National       | 5-3            | New York Yankees       | American       |
| 1922 | New York Giants        | National       | 4-0            | New York Yankees       | American       |
| 1923 | New York Yankees       | American       | 4-2            | New York Giants        | National       |
| 1924 | Washington Senators    | American       | 4-3            | New York Giants        | National       |
| 1925 | Pittsburgh Pirates     | National       | 4-3            | Washington Senators    | American       |
| 1926 | St. Louis Cardinals    | National       | 4-3            | New York Yankees       | American       |
| 1927 | New York Yankees       | American       | 4-0            | Pittsburgh Pirates     | National       |
| 1928 | New York Yankees       | American       | 4-0            | St. Louis Cardinals    | National       |
| 1929 | Philadelphia Athletics | American       | 4-1            | Chicago Cubs           | National       |
| 1930 | Philadelphia Athletics | American       | 4-2            | St. Louis Cardinals    | National       |
| 1931 | St. Louis Cardinals    | National       | 4-3            | Philadelphia Athletics | American       |
| 1932 | New York Yankees       | American       | 4-0            | Chicago Cubs           | National       |
| 1933 | New York Giants        | National       | 4-1            | Washington Senators    | American       |
| 1934 | St. Louis Cardinals    | National       | 4-3            | Detroit Tigers         | American       |
| 1935 | Detroit Tigers         | American       | 4-2            | Chicago Cubs           | National       |
| 1936 | New York Yankees       | American       | 4-2            | New York Giants        | National       |
| 1937 | New York Yankees       | American       | 4-1            | New York Giants        | National       |
| 1938 | New York Yankees       | American       | 4-0            | Chicago Cubs           | National       |
| 1939 | New York Yankees       | American       | 4-0            | Cincinnati Reds        | National       |
| 1940 | Cincinnati Reds        | National       | 4-3            | Detroit Tigers         | American       |
| 1941 | New York Yankees       | American       | 4-1            | Brooklyn Dodgers       | National       |
| 1942 | St. Louis Cardinals    | National       | 4-1            | New York Yankees       | American       |
| 1943 | New York Yankees       | American       | 4-1            | St. Louis Cardinals    | National       |
| 1944 | St. Louis Cardinals    | National       | 4-2            | St. Louis Browns       | American       |
| 1945 | Detroit Tigers         | American       | 4-3            | Chicago Cubs           | National       |
| 1946 | St. Louis Cardinals    | National       | 4-3            | Boston Pilgrims        | American       |
| 1947 | New York Yankees       | American       | 4-3            | Brooklyn Dodgers       | National       |
| 1948 | Cleveland Indians      | American       | 4-2            | Boston Braves          | National       |
| 1949 | New York Yankees       | American       | 4-1            | Brooklyn Dodgers       | National       |
| 1950 | New York Yankees       | American       | 4-0            | Philadelphia Phillies  | National       |
| 1951 | New York Yankees       | American       | 4-2            | New York Giants        | National       |
| 1952 | New York Yankees       | American       | 4-3            | Brooklyn Dodgers       | National       |
| 1953 | New York Yankees       | American       | 4-2            | Brooklyn Dodgers       | National       |
| 1954 | New York Giants        | National       | 4-0            | Cleveland Indians      | American       |
| 1955 | Brooklyn Dodgers       | National       | 4-3            | New York Yankees       | American       |
| 1956 | New York Yankees       | American       | 4-3            | Brooklyn Dodgers       | National       |
| 1957 | Milwaukee Braves       | National       | 4-3            | New York Yankees       | American       |
| 1958 | New York Yankees       | American       | 4-3            | Milwaukee Braves       | National       |
| 1959 | Los Angeles Dodgers    | National       | 4-2            | Chicago White Sox      | American       |
| 1960 | Pittsburgh Pirates     | National       | 4-3            | New York Yankees       | American       |
| 1961 | New York Yankees       | American       | 4-1            | Cincinnati Reds        | National       |
| 1962 | New York Yankees       | American       | 4-3            | San Francisco Giants   | National       |
| 1963 | Los Angeles Dodgers    | National       | 4-0            | New York Yankees       | American       |
| 1964 | St. Louis Cardinals    | National       | 4-3            | New York Yankees       | American       |
| 1965 | Los Angeles Dodgers    | National       | 4-3            | Washington Senators    | American       |
| 1966 | Baltimore Orioles      | American       | 4-0            | Los Angeles Dodgers    | National       |
| 1967 | St. Louis Cardinals    | National       | 4-3            | Boston Red Sox         | American       |
| 1968 | Detroit Tigers         | American       | 4-3            | St. Louis Cardinals    | National       |
| 1969 | New York Mets          | National       | 4-1            | Baltimore Orioles      | American       |
| 1970 | Baltimore Orioles      | American       | 4-1            | Cincinnati Reds        | National       |
| 1971 | Pittsburgh Pirates     | National       | 4-3            | Baltimore Orioles      | American       |
| 1972 | Oakland Athletics      | American       | 4-3            | Cincinnati Reds        | National       |
| 1973 | Oakland Athletics      | American       | 4-3            | New York Mets          | National       |
| 1974 | Oakland Athletics      | American       | 4-1            | Los Angeles Dodgers    | National       |
| 1975 | Cincinnati Reds        | National       | 4-3            | Boston Red Sox         | American       |
| 1976 | Cincinnati Reds        | National       | 4-3            | New York Yankees       | American       |
| 1977 | New York Yankees       | American       | 4-2            | Los Angeles Dodgers    | National       |
| 1978 | New York Yankees       | American       | 4-2            | Los Angeles Dodgers    | National       |
| 1979 | Pittsburgh Pirates     | National       | 4-3            | Baltimore Orioles      | American       |
| 1980 | Philadelphia Phillies  | National       | 4-2            | Kansas City Royals     | American       |
| 1981 | Los Angeles Dodgers    | National       | 4-2            | New York Yankees       | American       |
| 1982 | St. Louis Cardinals    | National       | 4-3            | Milwaukee Brewers      | American       |
| 1983 | Baltimore Orioles      | American       | 4-1            | Philadelphia Phillies  | National       |
| 1984 | Detroit Tigers         | American       | 4-1            | San Diego Padres       | National       |
| 1985 | Kansas City Royals     | American       | 4-3            | St. Louis Cardinals    | National       |
| 1986 | New York Mets          | National       | 4-3            | Boston Red Sox         | American       |
| 1987 | Minnesota Twins        | American       | 4-3            | St. Louis Cardinals    | National       |
| 1988 | Los Angeles Dodgers    | National       | 4-1            | Oakland Athletics      | American       |
| 1989 | Oakland Athletics      | American       | 4-0            | San Francisco Giants   | National       |
| 1990 | Cincinnati Reds        | National       | 4-0            | Oakland Athletics      | American       |
| 1991 | Minnesota Twins        | American       | 4-3            | Atlanta Braves         | National       |
| 1992 | Toronto Blue Jays      | American       | 4-2            | Atlanta Braves         | National       |
| 1993 | Toronto Blue Jays      | American       | 4-2            | Philadelphia Phillies  | National       |
| 1994 | Nie odbyły się         | Nie odbyły się | Nie odbyły się | Nie odbyły się         | Nie odbyły się |
| 1995 | Atlanta Braves         | National       | 4-2            | Cleveland Indians      | American       |
| 1996 | New York Yankees       | American       | 4-2            | Atlanta Braves         | National       |
| 1997 | Florida Marlins        | National       | 4-3            | Cleveland Indians      | American       |
| 1998 | New York Yankees       | American       | 4-0            | San Diego Padres       | National       |
| 1999 | New York Yankees       | American       | 4-0            | Atlanta Braves         | National       |
| 2000 | New York Yankees       | American       | 4-1            | New York Mets          | National       |
| 2001 | Arizona Diamondbacks   | National       | 4-3            | New York Yankees       | American       |
| 2002 | Anaheim Angels         | American       | 4-3            | San Francisco Giants   | National       |
| 2003 | Florida Marlins        | National       | 4-2            | New York Yankees       | American       |
| 2004 | Boston Red Sox         | American       | 4-0            | St. Louis Cardinals    | National       |
| 2005 | Chicago White Sox      | American       | 4-0            | Houston Astros         | National       |
| 2006 | St. Louis Cardinals    | National       | 4-1            | Detroit Tigers         | American       |
| 2007 | Boston Red Sox         | American       | 4-0            | Colorado Rockies       | National       |
| 2008 | Philadelphia Phillies  | National       | 4-1            | Tampa Bay Rays         | American       |
| 2009 | New York Yankees       | American       | 4-2            | Philadelphia Phillies  | National       |
| 2010 | San Francisco Giants   | National       | 4-1            | Texas Rangers          | American       |
| 2011 | St. Louis Cardinals    | National       | 4-3            | Texas Rangers          | American       |
| 2012 | San Francisco Giants   | National       | 4-0            | Detroit Tigers         | American       |
| 2013 | Boston Red Sox         | American       | 4-2            | St. Louis Cardinals    | National       |
| 2014 | San Francisco Giants   | National       | 4-3            | Kansas City Royals     | American       |
| 2015 | Kansas City Royals     | American       | 4-1            | New York Mets          | National       |
| 2016 | Chicago Cubs           | National       | 4-3            | Cleveland Indians      | American       |
| 2017 | Houston Astros         | American       | 4-3            | Los Angeles Dodgers    | National       |
| 2018 | Boston Red Sox         | American       | 4-1            | Los Angeles Dodgers    | National       |
| 2019 | Washington Nationals   | National       | 4-3            | Houston Astros         | American       |
| 2020 | Los Angeles Dodgers    | National       | 4-2            | Tampa Bay Rays         | American       |
| 2021 | Atlanta Braves         | National       | 4-2            | Houston Astros         | American       |
| 2022 | Houston Astros         | American       | 4-2            | Philadelphia Phillies  | National       |
| 2023 | Texas Rangers          | American       | 4-1            | Arizona Diamondbacks   | National       |
| 2024 | Los Angeles Dodgers    | National       | 4-1            | New York Yankees       | American       |